# メトリディオコエルス

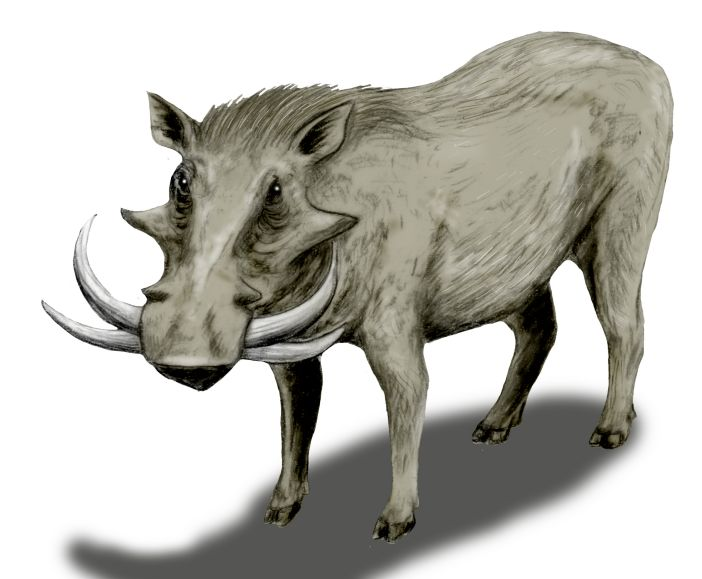
復元図

メトリディオコエルス(学名：Metridiochoerus)は、後期漸新世から中期更新世にかけてアフリカ大陸に生息した、鯨偶蹄目猪豚亜目イノシシ科に属する絶滅した哺乳類の属。体長約2メートルから2.5メートルに達する。
上下の顎に生えた犬歯が牙として非常に長く発達し、カーブを描いている。これらの牙は武器としての機能を持ったと推察されるが、オス同士でも牙を使った種内競争に発展したことはあまりなかったようである。臼歯は近縁のノトコエルスと比較しても発達し、高歯冠化とエナメルパターンの複雑化を遂げている。冨田幸光は特に第三臼歯の巨大化を指摘し、ゾウ科の哺乳類が持つ大臼歯との類似性に言及している。
現生のイボイノシシと同じく雑食性であったが、大きな臼歯を持つ点などから草食性の側面が強かったようである。